# Trichaetipyga delongi
Trichaetipyga delongi är en insektsart som beskrevs av Frederick Byron Plummer. Trichaetipyga delongi ingår i släktet Trichaetipyga och familjen hornstritar. Inga underarter finns listade i Catalogue of Life.